# Мечковська Ніна Борисівна
Ніна Борисівна Мечковська (біл. Ніна Барысаўна Мячкоўская, нар. 1946) — білоруська мовознавець, соціолінгвіст, дослідниця історії мови. Професор кафедри теоретичного та слов'янського мовознавства Білоруського державного університету (з 1989). Доктор філологічних наук (1987).

## Життєпис
1968 року закінчила Білоруський державний університет, філологічний факультет, відділ російської мови та літератури за спеціальністю «філолог. Викладач російської мови та літератури, викладач англійської мови».
Викладацька діяльність закордоном::
- Рурский університет, Бохум (гостьовий професор Славістичного семінару; жовтень 1994 — лютий 1995);
- Люблянський університет (гостьовий професор Відділення слов'янських мов і літератур; жовтень-грудень 1996).

Досліджує такі галузі мовознавства: теорія комунікації, соціолінгвістика, психолінгвістика, історія літературних мов.
Лауреат Премії БДУ ім. академіка В. І. Пічети (2001). Читає курс загального мовознавства, курс лекцій для магістрантів «Методологія лінгвістичних досліджень», керує спецсемінаром «Психолінгвістика і психологія комунікації».
Член Білоруського комітету славістів і Міжнародної комісії зі слов'янських літературних мов при Міжнародному комітеті славістів. Член редколегій міжнародних наукових журналів «Русский язык в научном освещении» (Москва), «Russian Linguistics» (Дордрехт), «Slavistična revija» (Любляна).
Дисертації:
- «Морфолого-семантический очерк русской терминологии языкознания», 1971. Керівник — д.фл.н. професор Булахов М. Г. (кандидатська)
- «Концепции и методы грамматик VI–VII веков как элемента книжно-письменной культуры восточного славянства», 1987 (докторська)

Підготувала 23 кандидати наук.

## Праці
Автор 13 книг і понад 300 публікацій.
Головні книги, збірки та посібники:
- Ранние восточнославянские грамматики (Мінськ, 1984)
- Словенский язык (Мінськ, 1991)
- Общее языкознание (кілька видань)
- Социальная лингвистика (кілька видань)
- Язык и религия (Москва, 1998)
- Сацыякультурная прастора мовы (Мінськ, 1998)
- Белорусский язык: Социолингвист. очерки (Мюнхен, 2003. Specimina philologiae slayicae; Band 138).
- Общее языкознание: структурная и социальная типология языков (кілька видань)
- Семиотика: Язык. Природа. Культура (Москва, 2004)
- Мовы і культура Беларусі (Мінськ, 2008)
- История языка и история коммуникации: от клинописи до Интернета (Москва, 2009)